# Lexus UCF20

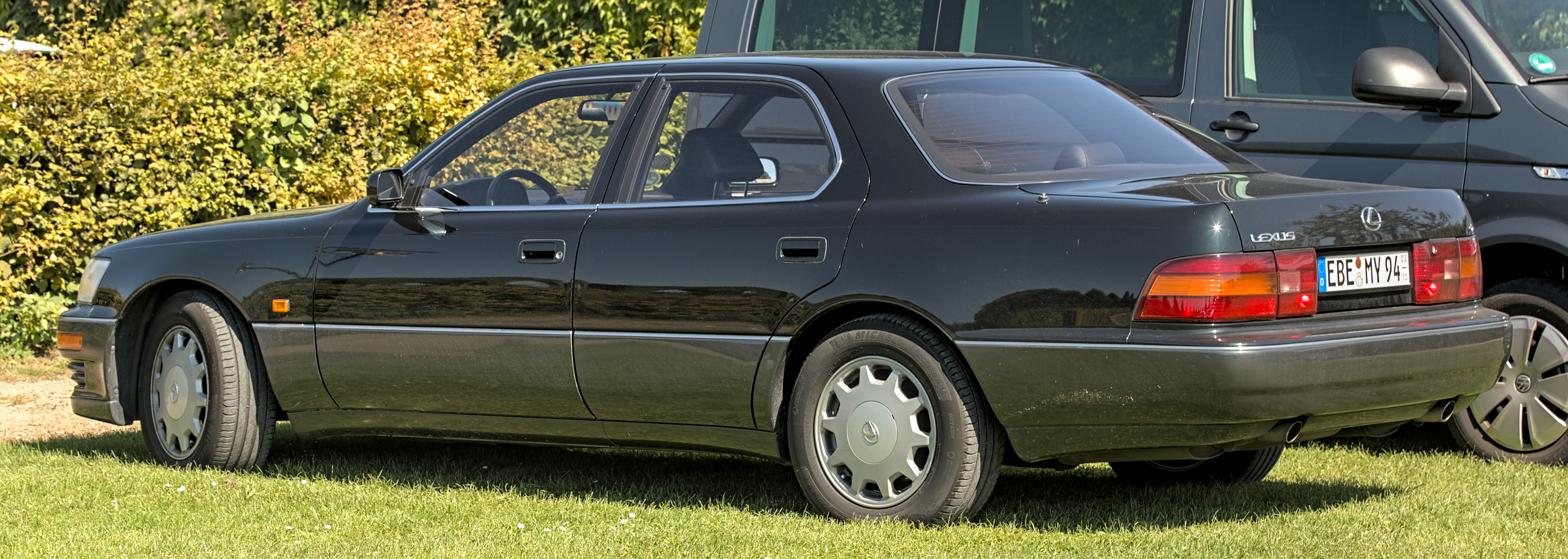
Heckansicht

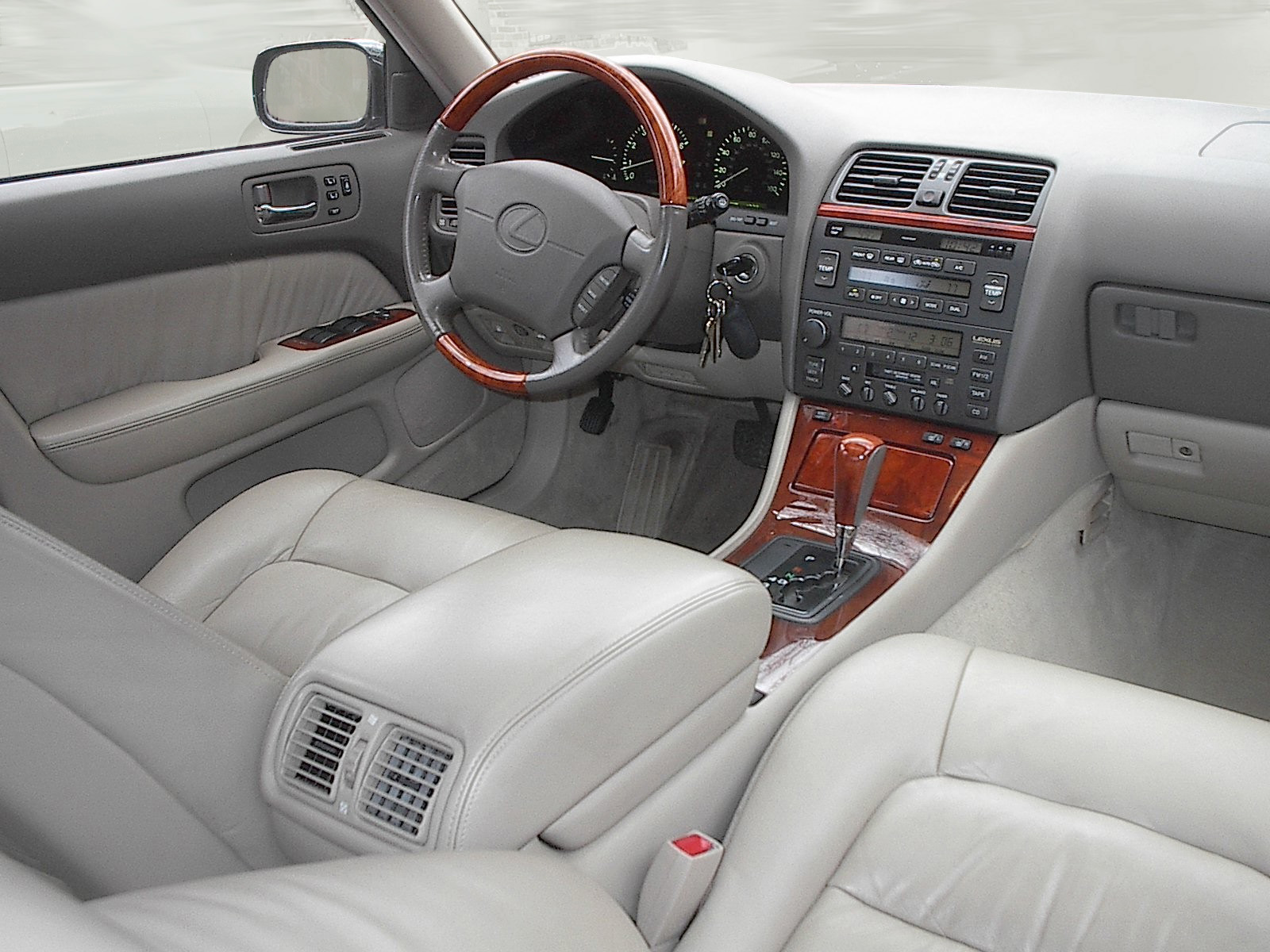
Innenraum

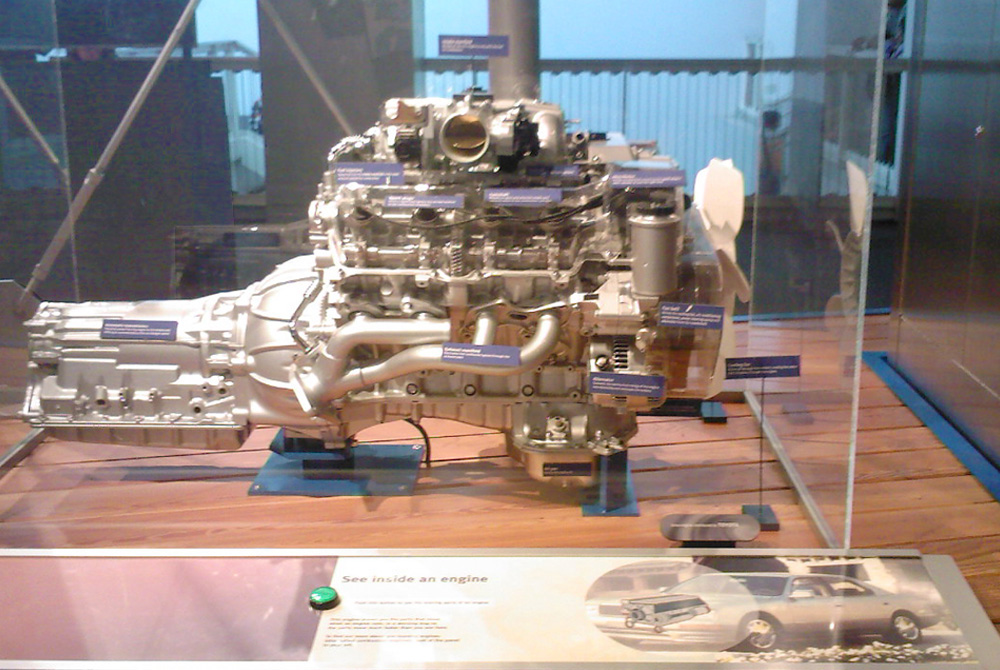
1UZ-FE

Der Lexus UCF20, Verkaufsbezeichnung Lexus LS400 (Toyota Celsior in Japan), ist die zweite Generation des Oberklasse-PKW Lexus LS der zum japanischen Automobilkonzern Toyota gehörigen Marke Lexus. 

## Geschichte
Der Wagen wurde wie schon sein Vorgänger in den USA und Europa als LS400 angeboten – in Japan als Toyota Celsior. Der UCF20 hatte den vier Liter großen V8 des Vorgängers mit leicht auf 194 kW (264 PS / 260 bhp = englische Pferdestärken) erhöhter Leistung. Darüber hinaus war der Wagen 95 kg leichter als der Vorgänger und daher sowohl sparsamer wie auch etwas besser in der Beschleunigung. Der Luftwiderstandsbeiwert ({\displaystyle C_{w}}) wurde leicht von 0,29 auf 0,28 verringert. Zu der Ausstattung gehörte unter anderem einer der ersten Slot-In-CD-Wechsler.
Mitte 1995 war der Wagen kurzzeitig von Zöllen der USA auf japanische Luxusfahrzeuge betroffen, die den Verkaufspreis von sonst etwa 51.000 US-$ auf über 100.000 US-$ hoch trieben. Dennoch war 1995 das beste Verkaufsjahr der zweiten Generation, während sich das Modell deutlich schlechter sowohl gegenüber seinem Vorgänger wie auch seinem Nachfolger verkaufte. Die Gesamtproduktion lag bei etwa 114.000 Fahrzeugen. 
In Deutschland wurde der Wagen ab Frühjahr 1995 mit einem Grundpreis von 116.400 DM angeboten.

## Besonderheiten am Motor

### Toyota 1UZ-FE
Der 4.0 L-Aluminium-Block 1UZ-FE debütierte 1989 in der ersten Generation des Lexus LS 400/Toyota Celsior und wurde dann nach und nach auch in anderen Lexus- und Toyota-Modellen verbaut. Es ist ein kurzhubiger Verbrennungsmotor (Oversquare engine) mit einem Kolbendurchmesser von 87,5 mm (3,44 in) und einem Hub von 82,5 mm (3,25 in). 
Besondere Merkmale sind: 
- Schwingungsarm
- Kurbelwellenhauptlager sind jeweils mit sechs Bolzen befestigt
- Nockenwellen und Wasserpumpe werden mit Zahnriemen angetrieben
- Kolben sind aus einer Speziallegierung (Hypereutectic-Kolben)

Die Ähnlichkeit des 1UZ-Motors zu Rennmotoren (6-Bolzen-Hauptlager/Kurzhubverhältnis/Spezialkolben-Konfiguration) wurde 2007 von David Currier, dem Vizepräsidenten von TRD-Toyota Racing USA, in einem Interview (mit v-eight.com) bestätigt. Die 1UZ-Plattform basiert auf IndyCar/Champ Car-Motoren. Geplant war der Einsatz in GT500-Rennwagen – sie wurde jedoch im Daytona-Prototyp eingesetzt. 
Der 1UZ-FE hat ein Kompressionsverhältnis von 10:1 und eine Motorleistung von 191 kW (256 PS) bei einem Drehmoment von 353 Nm.
1995 wurde der Motor überarbeitet, indem leichtere Pleuelstangen und Kolben verbaut wurden, und das Kompressionsverhältnis auf 10.4:1 erhöht wurde – Resultat sind 194 kW (264 PS) und 363 Nm.
1997 führte Toyota variable Nockenwellenverstellung (VVT-i) ein und erhöhte abermals das Kompressionsverhältnis auf 10.5:1, was Leistung und Drehmoment verbesserte (216 kW/290 PS und 407 Nm). Im Lexus GS400 sind es 300 PS und 420 Nm.
Wards AutoWorld Magazin wählte den 1UZ-FE von 1998 bis 2000 zu den zehn besten Motoren weltweit.
Verbaut wurde der Motor in:
- Lexus LS 400/Toyota Celsior (1989–2000)
- Toyota Crown/Toyota Crown Majesta (1990–2002)
- Lexus SC 400/Toyota Soarer (1991–2000)
- Lexus GS 400/Toyota Aristo (1992–2000)
- Toyota MR2 Le Mans Car

## Modellpflege

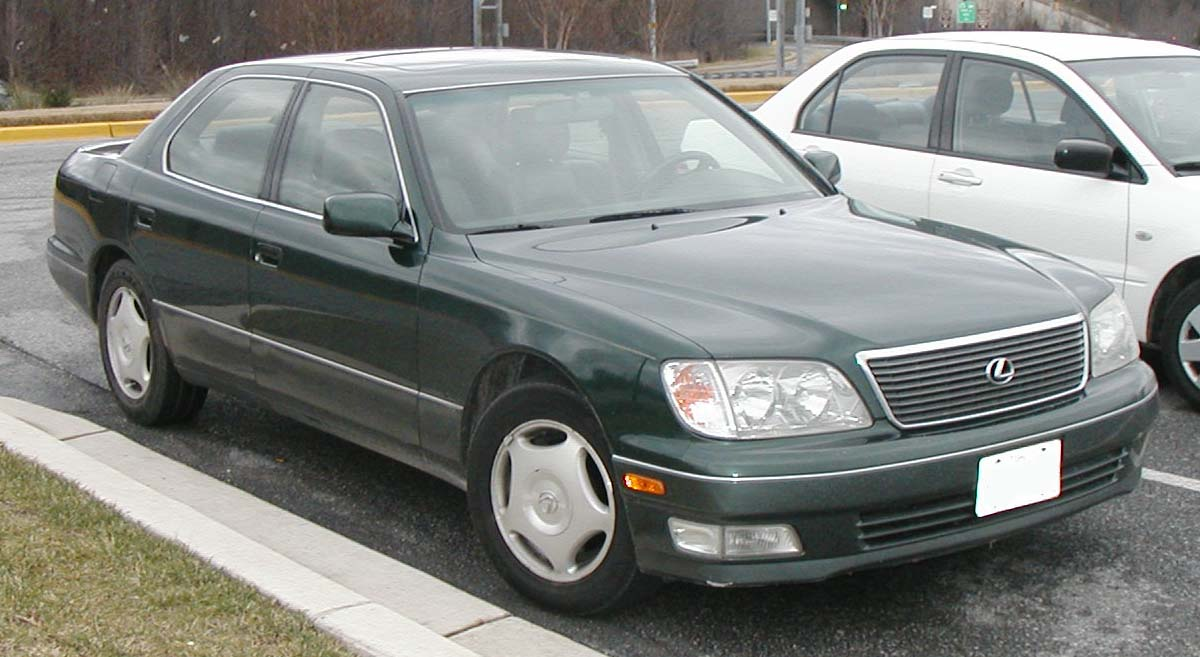
Lexus LS 400 (1997–2000)

Mit dem Lexus UCF21 erschien im September 1997 das überarbeitete Modell des LS. 
Die Neuerungen waren Xenonlicht, variable Nockenwellensteuerung, 5-Gang Automatikgetriebe, leicht überarbeitetes Fahrwerk und Lenkung, überarbeitetes Frontdesign und Spiegel und Räder, Heckscheibenantenne, Fahrdynamikregelung, Seitenairbags und Bremsassistent. Die Frontscheinwerfer sind mit einer Zusatzfunktion ausgestattet, mit der man die Einstellung der Umgebungsbeleuchtung individuell programmieren kann. Optional stand ein CD-ROM-basiertes GPS-Navigationssystem zur Verfügung.
Im Februar 2000 brachte Lexus die limitierte „Platinum Serie“ heraus.
Der in Japan verkaufte Toyota Celsior hat einen Abstandsregeltempomat auf Lidar-Basis. Dort wurde unter anderem auch eine „Presidentline“ die eine voll elektronische Rücksitzbank beinhaltet, verkauft.